# Kaiser-Friedrich-Turm (Oderberg)
Der Kaiser-Friedrich-Turm war ein Aussichtsturm auf dem Pimpinellenberg im brandenburgischen Oderberg. Er wurde 1896 erbaut und im Zweiten Weltkrieg zerstört.

## Geschichte
Im Angermünder Kreiskalender von 1912 schreibt der Autor Karl Wilke über den Turm: „Auf dem 120 m hohen Pimpinellenberge beim Oderberger See erhebt sich der ca. 25 m hohe, aus Holz erbaute Kaiser-Friedrich-Turm. Er wurde im Jahre 1896 gebaut, als ein Wahrzeichen der Landschaft, die Turnerschaft und Touristen nannten ihn scherzweise den ‚langen Heinrich‘, weil der verstorbene Lehrer em. Heinrich Lange aus Oderberg sozusagen der Vater des Gedankens war, hier einen Aussichtsturm zu erbauen. […]“
Der Pimpinellenberg war ein beliebtes Ausflugsziel, und sein Ausbau sollte den Tagestourismus weiter fördern. Der Verschönerungsverein von Oderberg sammelte 1893 Geld zu diesem Zweck. So konnte bereits im Jahr 1894 unter anderem die lange, vom Restaurant Deutscher Kaiser bis zur Kuppe des Pimpinellenbergs verlaufende Aufgangstreppe mit 350 Stufen und vielen Ruhepunkten angelegt werden, die sogenannte ‚Himmelsleiter von Oderberg‘. Als Abschluss dieser Treppenanlage auf dem Berggipfel war zunächst ein tempelartiger Pavillon in Holzbauweise geplant, doch da das Interesse und die Geldmittel wuchsen, sollte schließlich ein Turm zum Andenken an den 1888 verstorbenen Kaiser Friedrich III. gebaut werden, da die Pimpinellenberge oder die Wurzelberge einen Bezug zur Kyffhäusersage um Kaiser Friedrich I. „Barbarossa“ hatten. Für diesen Turmbau bildete sich ein Komitee, dem der Bürgermeister Sieg, der Stadtverordnetenvorsteher Forckel, verschiedene Ratsherren und Stadtverordnete sowie andere angesehene Bürger der Stadt angehörten, darunter der Lehrer Heinrich Lange, der Vorsitzender des Verschönerungsvereins war und als Schriftführer des Komitees fungierte. Im Jahr 1894 erfolgten die ersten Eingaben des Turmkomitees an die preußische Bezirksregierung wegen Überlassung eines Bauplatzes für den Turm auf forstfiskalischem Gelände.
Im November 1895 hörte der Schneidemühlen-Besitzer C. Müller in Bralitz bei Oderberg von diesen Bemühungen bzw. den Geldsammlungen und bot seine Unterstützung an. Die Forstverwaltung bewilligte den Bauplatz, legte neue Wege und Zufahrtsstraßen zum Turm an, auch die Mutung von Feldsteinen wurde freigegeben. Der Turm sollte für 7000 ℳ als eine ruinenhaft gehaltene Wartburg aus Findlingsgestein erbaut werden. Müller genügte dieses bescheidene Bauwerk nicht; es sollte ein hochragender Aussichtsturm in massiger Holzarchitektur für 17.000 ℳ entstehen. Baubeihilfen aus öffentlichen Mitteln wurden jedoch nicht gewährt, und die Erträge aus Kollekten und Sammlungen in Oderberg ließen mit der Zeit nach. Doch Müller und Lange war es zu danken, dass der im Mai 1896 begonnene Bau zügig fortschritt. Die Bauarbeiten führte Müller selbst aus, und am 18. Oktober 1896, dem Geburtstag des verstorbenen Kaisers Friedrich III., wurde der Turm eröffnet.
Der Kaiser-Friedrich-Turm erhöhte erwartungsgemäß den Fremdenverkehr, der von 1898 bis 1908 vom Oderberger Verkehrsverein betreut und gefördert wurde.

## Ehrentafel
Eine Ehrentafel im Innern des Turmes nannte die Baukosten und die Namen der Spender, die mehr als 10 ℳ zum Baufonds beitrugen, ebenso summarisch den Erlös der Spendensammlungen.

## Aussicht
Von der 142 m über dem Wasserspiegel liegenden Turmgalerie hatte man einen weiten Rundblick in die Landschaften des Barnims, der Neumark, der Uckermark und teils bis Pommern. Im Norden erblickte man Angermünde, Schwedt, Greiffenhagen, Garz an der Oder, Fiddichow, im Osten Zehden und Zellin, im Süden Wriezen, Seelow, Freienwalde, im Südwesten Falkenberg, Köthen, Hohenfinow und Biesenthal, im Westen Eberswalde mit dem Kaiser-Wilhelm-Turm.